# Miller (Dakota du Sud)
Pour les articles homonymes, voir Miller.
La ville de Miller est le siège du comté de Hand, dans l’État du Dakota du Sud, aux États-Unis. Lors du recensement de 2010, sa population s’élevait à 1 489 habitants. C’est également la ville la plus peuplée du comté.
La municipalité s'étend sur 0,98 mille carré (2,54 km2).

## Histoire

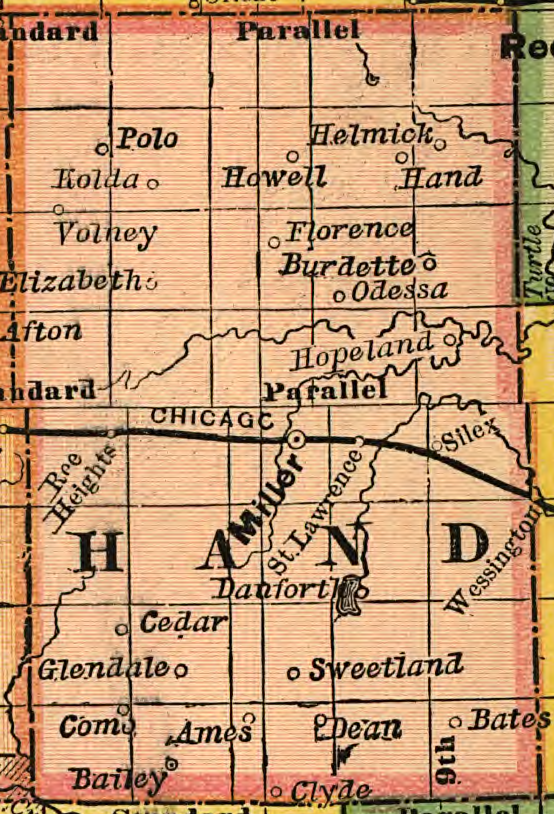
Carte de 1892 montrant Miller et les villages alentour.

La ville a reçu le nom de son fondateur, Henry Miller, en 1880. Un bureau de poste du nom de Miller y est actif depuis 1881.

## Démographie
| 1890 | 1900 | 1910  | 1920  | 1930  | 1940  |
| ---- | ---- | ----- | ----- | ----- | ----- |
| 536  | 544  | 1 202 | 1 478 | 1 447 | 1 460 |

| 1950  | 1960  | 1970  | 1980  | 1990  | 2000  |
| ----- | ----- | ----- | ----- | ----- | ----- |
| 1 916 | 2 081 | 2 148 | 1 931 | 1 678 | 1 530 |

| 2010  | - | - | - | - | - |
| ----- | - | - | - | - | - |
| 1 489 | - | - | - | - | - |